# Forskalia leuckarti
Forskalia leuckarti är en nässeldjursart som beskrevs av Bedot 1893. Forskalia leuckarti ingår i släktet Forskalia och familjen Forskaliidae. Inga underarter finns listade i Catalogue of Life.